# Graphiocephala strigifera
Graphiocephala strigifera är en fjärilsart som beskrevs av Lajos Vári 1961. Graphiocephala strigifera ingår i släktet Graphiocephala och familjen styltmalar. Inga underarter finns listade i Catalogue of Life.